# Aéroport de Kangiqsualujjuaq
L'aéroport de (Georges River) Kangiqsualujjuaq est un aéroport situé à 2,2 km au nord-ouest de Kangiqsualujjuaq dans le Nord-du-Québec au Canada.

## Destinations
| Ligne aérienne | Destination |
| -------------- | ----------- |
| Air Inuit      | Kuujjuaq    |

## Annexe